# Анархо-комунизъм
С понятието анархо-комунизъм се разбира направление в комунизма и анархизма, а също и школа в политическата философия, стремяща се към комунистическо общество, в което не присъстват централизиращи институции (монарх, президент, парламент, армия, полиция, съд и прокуратура). Като заместник на държавата и капитализма те предлагат хоризонтална мрежа от доброволни сдружения, работнически съвети и обществени блага, които всеки би могъл да използва за по-добър живот.
Анархо-комунизмът е известен също като анархистки комунизъм, комунистически анархизъм и червен анархизъм, а понякога и като либертарен комунизъм. Обаче, докато анархистите комунисти са либертарни комунисти, някои либертарни комунисти, например поддръжниците на комунизма на съветите, не са анархисти. Това, което отличава анархисткият комунизъм, е противопоставянето срещу всяка форма на политическа власт, йерархия или доминиране.

## Философски аргументи
Анархистите комунисти отхвърлят обвинението, че заплатата за труда е нужда, защото хората са „естествено“ мързеливи и себични. Те посочват, че дори така наречените „мързеливи богаташи“ понякога намират да вършат полезни неща, въпреки че всичките им нужди са задоволени чрез труда на другите. Анархо-комунистите като цяло не се съгласяват с вярата в изначалната „човешка природа“, отбелязвайки, че човешката култура и поведение са много повлияни от социализацията. Мнозина, като Пьотр Кропоткин, също вярват, че в основата на човешката еволюция е взаимното подпомагане в името на общата полза и оцеляване вместо състезанието между отделните индивиди. 
Анархистите комунисти гледат на комунизма като на средство за подсигуряване на максимално възможната лична свобода и благоденствие на всички, вместо само на богатите и силните. В този смисъл, анархо-комунизма е са из основа философия на равенството. Анархистите считат, че никой няма право да бъде господар на някого другиго, или „шеф“ както постановяват капитализмът и държавата. Някои съвременни анархо-комунисти и адвокати на пост-лявата анархия като Боб Блек отхвърлят концепцията за задружната работа за сметка на превръщането на съществуващите задачи в доброволна игра.
Много анархо-комунисти (и анархо-колективисти също) отхвърлят „индивидуализма“ и „колективизма“ като илюзорни понятия. Според тях личностите не могат да се жертват за „по-добро“ или да се управляват от „общността“ или „обществото“, защото обществото се състои от личности, а не е свързваща единиця отделна от личността и следователно колективния контрол над индивида е тираничен и неанархистки.

## Анархо-комунистически общества
Според анархистите, „различните компоненти на анархисткото общество са съществували в различни периоди, и че за хилядолетие са избуяли безброй много бездържавни общества.“
Има различни опити, успешни и неуспешни, за създаване на анархо-комунистическо общество в различни части на света. Някои анархо-комунисти, по-специално анархо-примитивистите твърдят, че родовите общества са ранна форма на анархо-комунизъм. Егалитарните религиозни общности като „движението на копачите“ по време на Английската революция могат да бъдат описани като първото анархо-комунистическо общество в модерната история. Големите общества и федерации от общества като Анархистка Каталуния и Свободната Територия в революционна Украйна са примери за анархо-комунизъм в Европа през 20 век. Свободните територии от Унгария по време на революцията през 1956 също са пример за успешен анархо-комунизъм от голям мащаб.
Корейското анархистично движение в Северна и Южна Корея, показва временен успех в създаването на анархо-комунизъм в Корея. Обаче, този успех е краткотраен и не толкова известен както анархизма в Испания или Унгария. Някои считат, че съществуващите общности с анархистка природа в Аржентина и Чиапас са анархо-комунистически по природа. Други ги считат за колективистки или синдикалистки общности.
Някои части от общността на свободния софтуер, ГНУ движението и някои части от „копилефт“ движението са типична икономика основана на даровете (това е предпочитаната икономическа система от анархо-комунистите). Програмистите правят своя изходен код достъпен, позволявайки на всекиго да го копира и променя/подобрява. Отделните програмисти печелят престиж и уважение, а общността като цяло печели от по-добър софтуер . Някои организации за онлайн блага като Уикимедия, различни други уикита и Индимедия са сочени като примери за функциониращи анархо-комунистически организации.

### Анархо-комунизъм в България
Федерацията на анархистите-комунисти в България (ФАКБ) е основана през юни 1919. Федерацията и други поддръжници на движението издават вестници, извършват експроприации, организират комуни и др.
Позицията на Федерацията на анархо-комунистите в България по отношение на Септемврийското въстание от 1923 г. е ангажирана да опровергае наложилото се след деветосептемврийския преврат твърдение на новите управляващи, че изключителната заслуга за организирането и провеждането на въстанието принадлежи изцяло на Българската комунистическа партия. Това касае не само самото въстание в частност, но и съпротивителното движение срещу установения насилнически режим по времето на управлението на цар Фердинанд и неговия син Борис III.

## Преди 9 септември 1944 година
Налице са сведения за анархо-комунистически банди в Царство България от първата половина на XX век, като тази в Троянския Балкан, ръководена от Колю Т. Кацаров и Тотю Минков от село Борима – Троянско. Полицията разбива бандата при разследване на грабеж в село Терзийско, същата околия, при което са заловени важни анархо-комунистически документи и шифър за тайна кореспонденция, както и скрито оръжие. Замесени в нелегалната мрежа се оказват много длъжностни лица в цялата страна. На 27 март 1923 г. в Ямбол се състои неразрешен митинг на анархокомунисти, който прераства във въоръжен сблъсък със силите на жандармерията, при който загиват четирима души, а дванадесет са ранени.

## След 10 ноември 1991 година
ФАКБ е възстановена под името Федерация на анархистите в България (ФАБ) в началото на 1990-те.